# Rodrigo Corrales
Rodrigo Corrales Rodal (ur. 24 stycznia 1991 w Cangas) – hiszpański piłkarz ręczny, bramkarz. Od 2020 roku zawodnik mistrza Węgier Telekom Veszprém.
Reprezentant Hiszpanii, złoty medalista mistrzostw Europy w Chorwacji (2018).

## Kariera klubowa
W 2006 dołączył do juniorów Barcelony. W 2009 został włączony do kadry pierwszej drużyny, występował jednak przede wszystkim w drugim zespole katalońskiego klubu. W 2012 został wypożyczony do BM Huesca, którego zawodnikiem był przez następne dwa lata, do 2014. W sezonie 2012/2013 rozegrał w lidze ASOBAL 26 meczów, w których bronił ze skutecznością 34% (174/518), a w sezonie 2013/2014 wystąpił w 29 meczach hiszpańskiej ekstraklasy, broniąc w nich ze skutecznością 35% (304/857).
W latach 2014–2017 był zawodnikiem Wisły Płock. Początkowo miał występować w polskiej drużynie jedynie do końca sezonu 2015/2016, ale w lipcu 2016 Wisła i FC Barcelona doszły do porozumienia w sprawie jego pozostania w płockim zespole do 2017. W ciągu trzech lat rozegrał w Superlidze 76 meczów i zdobył trzy gole. W barwach Wisły zaczął również regularnie występować w Lidze Mistrzów – kilkukrotnie wybrany został do najlepszej siódemki kolejki tych rozgrywek, a w niektórych meczach bronił ze skutecznością ok. 50% (np. w rozegranym 15 lutego 2015 spotkaniu z Alingsås HK (23:22) – 52%). Jedna z jego interwencji (przy rzucie karnym) podczas rozegranego 25 listopada 2015 meczu z SG Flensburg-Handewitt (25:27) zajęła 5. miejsce w zestawieniu najlepszych obron bramkarzy w Lidze Mistrzów w 2015. 26 marca 2016 w spotkaniu z Vardarem Skopje (24:25) zdobył swojego pierwszego gola w Lidze Mistrzów. W sezonie 2015/2016 otrzymał nominację do tytułu najlepszego bramkarza LM. W sezonie 2016/2017 rozegrał w Lidze Mistrzów 14 meczów i rzucił dwa gole – pierwszego w rozegranym 16 października 2016 meczu z Bjerringbro-Silkeborg (24:33), a drugiego w rozegranym 26 listopada 2016 spotkaniu z Kadetten Schaffhausen (25:27).
W lipcu 2017 został zawodnikiem Paris Saint-Germain, z którym podpisał trzyletni kontrakt (informację o transferze podano w styczniu 2016). W sezonie 2017/2018, w którym rozegrał we francuskiej ekstraklasie 26 meczów, broniąc ze skutecznością 39%, zdobył z PSG mistrzostwo Francji. Ponadto wywalczył Puchar Francji i Puchar Ligi Francuskiej, a w Lidze Mistrzów, w której wystąpił w 18 spotkaniach, zajął 3. miejsce.
W 2020 roku podpisał kontrakt z węgierską drużyną Telekom Veszprém.

## Kariera reprezentacyjna
Występował w juniorskich i młodzieżowych reprezentacjach Hiszpanii, w których tworzył duet bramkarski z Gonzalo Pérezem de Vargasem. W 2008 uczestniczył w mistrzostwach Europy U-18 w Czechach, w których bronił ze skutecznością 26%. W 2010 wystąpił w mistrzostwach Europy U-20 na Słowacji, w których rozegrał siedem meczów, broniąc ze skutecznością 35%. W 2011 wziął udział w mistrzostwach świata U-21 w Grecji – w dziewięciu spotkaniach bronił ze skutecznością 34%.
W reprezentacji Hiszpanii zadebiutował 5 kwietnia 2014 w meczu ze Szwajcarią (36:25). W 2017 uczestniczył w mistrzostwach świata we Francji, podczas których rozegrał siedem spotkań, w których bronił ze skutecznością 36% (43/121). W 2018 wywalczył mistrzostwo Europy – podczas turnieju, który odbył się w Chorwacji, wystąpił w ośmiu meczach, w których bronił ze skutecznością 32% (35/108).

## Sukcesy
Paris Saint-Germain
- Mistrzostwo Francji: 2017/2018
- Puchar Francji: 2017/2018
- Puchar Ligi Francuskiej: 2017/2018

Reprezentacja Hiszpanii
- Mistrzostwo Europy: 2018